# Traian Crișan
Traian Crișan (Iara, 21 maggio 1918 – Roma, 6 novembre 1990) è stato un arcivescovo cattolico rumeno della Chiesa greco-cattolica rumena.

## Biografia
Traian Crişan nacque a Iara il 21 maggio 1918.

### Formazione e ministero sacerdotale
Studiò presso il Pontificio collegio Pio Rumeno di Roma.
Il 25 marzo 1945 fu ordinato presbitero a Roma e si incardinò nell'eparchia di Cluj-Gherla. Dopo qualche anno entrò in servizio nella Congregazione delle cause dei santi di cui divenne sottosegretario nel 1979.

### Ministero episcopale
Il 6 gennaio 1982 papa Giovanni Paolo II lo nominò arcivescovo titolare di Drivasto e segretario della Congregazione delle cause dei santi. Ricevette l'ordinazione episcopale il 6 gennaio successivo nella basilica di San Pietro in Vaticano dallo stesso pontefice, co-consacranti gli arcivescovi Eduardo Martínez Somalo, sostituto per affari generali della Segreteria di Stato, e Lucas Moreira Neves, segretario della Congregazione per i vescovi.
La sua nomina ad arcivescovo suscitò una reazione veemente del Santo Sinodo della Chiesa ortodossa rumena che la considerò una provocazione dato che la Chiesa greco-cattolica rumena ufficialmente cessò di esistere nel 1948. I fedeli greco-cattolici furono infatti costretti a passare all'ortodossia, pena il carcere o la morte. Il Santo Sinodo, nella riunione del 10-11 gennaio del 1982 scrisse una forte protesta e segnalò alla direzione del Partito Comunista Rumeno, con il quale intratteneva rapporti cordiali, i presunti abusi della Santa Sede. Il patriarca Iustin Moisescu il 14 gennaio inviò un telegramma di protesta al pontefice che venne pubblicato dalla stampa del partito. Il messaggio diceva:
In un discorso pronunciato dopo una liturgia trasmessa dalla Radio Vaticana, l'arcivescovo Crişan affermò di essere stato elevato a tale dignità per le esigenze della Curia romana e non per la Chiesa greco-cattolica rumena, quietando così le proteste del Santo Sinodo.
Per i credenti greco-cattolici rumeni che non avevano la possibilità di partecipare a funzioni nel loro rito, la Radio Vaticana iniziò a trasmettere la messa in rumeno. Questa liturgia fu a lungo celebrata da vescovi rumeni in esilio come Vasile Cristea e lo stesso Traian Crişan.
Nel 1983 con il prefetto del dicastero firmò una serie di nuove regole per quanto riguardava il processo di canonizzazione. Il 26 giugno dello stesso anno consacrò vescovo Vasile Louis Puscas, eparca di San Giorgio di Canton.
Il 21 novembre 1983 il pontefice lo nominò consultore della Pontificia commissione per la revisione del Codice di diritto canonico orientale.
Il 24 febbraio 1990 papa Giovanni Paolo II accettò la sua rinuncia all'incarico per motivi di salute.
Morì a Roma il 6 novembre 1990 all'età di 72 anni. Fu sepolto nella cappella del Pontificio collegio Pio Rumeno nel cimitero del Verano di Roma. Nella stessa tomba riposano anche il vescovo Vasile Cristea e Aloisie Ludovic Tăutu.

## Genealogia episcopale e successione apostolica
La genealogia episcopale è:
- Cardinale Scipione Rebiba
- Cardinale Giulio Antonio Santori
- Cardinale Girolamo Bernerio, O.P.
- Arcivescovo Galeazzo Sanvitale
- Cardinale Ludovico Ludovisi
- Cardinale Luigi Caetani
- Cardinale Ulderico Carpegna
- Cardinale Paluzzo Paluzzi Altieri degli Albertoni
- Papa Benedetto XIII
- Papa Benedetto XIV
- Papa Clemente XIII
- Cardinale Enrico Benedetto Stuart
- Papa Leone XII
- Cardinale Chiarissimo Falconieri Mellini
- Cardinale Camillo Di Pietro
- Cardinale Mieczysław Halka Ledóchowski
- Cardinale Jan Maurycy Paweł Puzyna de Kosielsko
- Arcivescovo Józef Bilczewski
- Arcivescovo Bolesław Twardowski
- Arcivescovo Eugeniusz Baziak
- Papa Giovanni Paolo II
- Arcivescovo Traian Crișan

La successione apostolica è:
- Vescovo Vasile Louis Puscas (1983)